# Pleuridium
Pleuridium là một chi rêu trong họ Ditrichaceae.
Pleuridium Rabenh. (1848) nomen conservandum (Ditrichaceae) versus Pleuridium Brid. (1819) nomen rejiciendum (Archidiaceae) = Archidium.